# Знак долі
«Знак долі» — фільм 2007 року.

## Зміст
Колись давно у російському селі у поміщика Павла була коханка. Вона зрадила йому, за що Павло закопав її, ще живу, в землю. А в наш час Павло Казанцев, бізнесмен, відвозить дружину на дачу у ті ж місця. Замикає її у будинку, принижує. Виявляється, що у нього є коханка Настя. Від місцевих вона дізнається давню легенду. Збіг імен не може дати їй спокою, але це тільки початок жахливих подій.

## У ролях
- Ольга Красько — Марина Андріївна Казанцева